# Lewis Strauss
Lewis Lichtenstein Strauss (Charleston (West Virginia), 31 januari 1896 – Brandy Station (West Virginia), 21 januari 1974) was een Amerikaans zakenman en politicus. Hij diende kortstondig onder president Dwight D. Eisenhower als waarnemend Minister van Economische Zaken. Strauss is vooral bekend als opponent van Robert Oppenheimer.

## Biografie

### Vroege jaren
Lewis Strauss was als kind al geïnteresseerd in natuurkunde en wilde aanvankelijk beginnen met deze studie in 1913 aan de Universiteit van Virginia, maar nog voor hij zijn diploma op de highschool haalde liep Strauss de buiktyfus op. Tegen de tijd dat hij wel zijn diploma haalde ging het slecht met de schoenenzaak van zijn vader en werd Strauss een reizende verkoper voor het bedrijf. Nadat hij dit werk drie jaar lang had gedaan had hij genoeg geld gespaard om te gaan studeren.
In plaats van te gaan studeren besloot Strauss om te gaan werken als privésecretaris voor Herbert Hoover. Hoover was tijdens de Amerikaanse deelname aan de Eerste Wereldoorlog het hoofd van de United States Food Administration. Na de oorlog bleef Strauss in dienst bij Hoover en was hij betrokken bij het American Relief Administration.

### Zakenman en politicus
In 1919 ging Strauss werken bij de New Yorkse investeringsbank Kuhn, Loeb & Co. en tien jaar later was hij als volledige partner betrokken in het bedrijf. In de tussentijd had Strauss ook een betrekking gezocht als reservist bij de marine waar hij de rang van luitenant verkreeg. Ook bleef hij zich interesseren in natuurkunde en in het bijzonder in kernfysica.
Strauss stond Hoover bij in zijn presidentscampagne van 1928 en hielp hij hem bij het vergaren van steun in de Zuidelijke Staten. De zoon van Strauss overleed in het begin 1932 en hierdoor speelde hij een veel kleinere rol in de verkiezingen van dat jaar.
Tijdens de Tweede Wereldoorlog ging Strauss in actieve dienst en maakte hij deel uit van de Bureau of Ordnance. In 1944 werd hij de speciale assistent van minister James Forrestal en een jaar later kreeg hij de promotie tot Rear admiral. Na de oorlog verkreeg Strauss een zetel in de Atomic Energy Commission. Vanuit deze positie maakte hij zich vervolgens ook sterk voor de waterstofbom en hierover botste hij met Robert Oppenheimer die hier een tegenstander van was. Uiteindelijk wist Strauss andere bestuursleden van de AEC te overtuigen en keurde president Harry S. Truman begin 1950 de ontwikkeling van de waterstofbom goed.
Onder het presidentschap van Dwight D. Eisenhower werd Strauss in juli 1953 de voorzitter van de AEC en in de tussentijd was hij ervan overtuigd geraakt dat Oppenheimer een agent was van de Sovjets. In december 1953 vroeg hij dan ook aan de FBI om Oppenheimer goed in de gaten te houden. Nog diezelfde maand werd de Amerikaanse wetenschapper gezien als iemand die een veiligheidsrisico was. Een speciale openbare hoorzitting in het volgende jaar trok de veiligheidsstatus van Oppenheimer in.

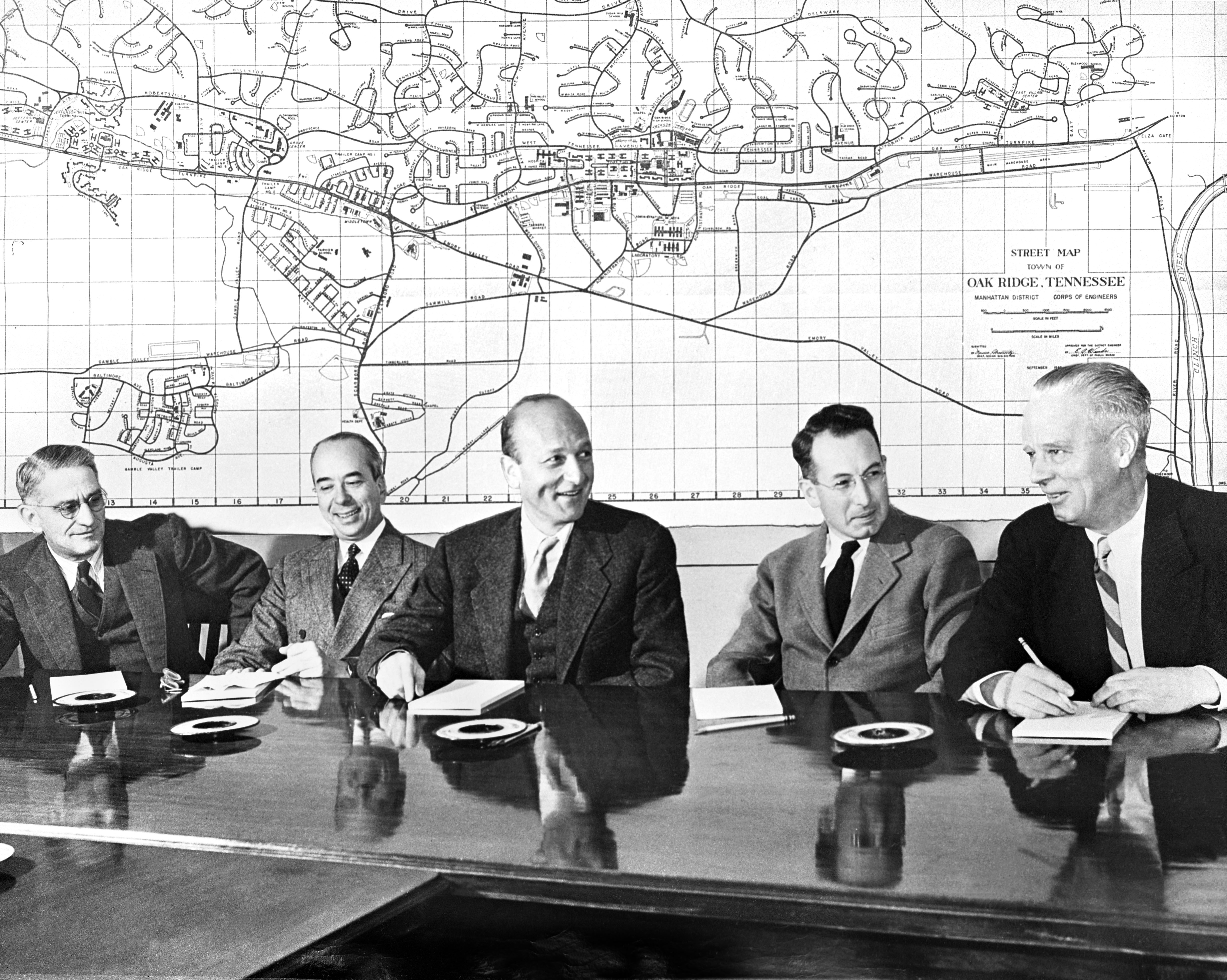
Bijeenkomst van de AEC in 1947, Strauss is de tweede van links.

Nadat zijn termijn als voorzitter bij de AEC erop zat benoemde Eisenhower Strauss tot zijn minister van Handel. Zijn verhoren in de Amerikaanse Senaat duurden in totaal twee maanden en uiteindelijk werd zijn aanstelling afgewezen: 46 senatoren stemden voor benoeming en 49 tegen. Hiermee was Strauss de achtste minister in de geschiedenis van de VS die was afgewezen voor een functie. In 1958 verkreeg Strauss van Eisenhower nog wel een Medal of Freedom.

### Laatste jaren
Na de afwijzing door de Senaat trok Strauss zich terug van het openbare leven en bracht hij zijn jaren door op zijn boerderij in Brandy Station (West Virginia). In zijn laatste jaren hield hij zich vooral met filantropie bezig. Strauss overleed in 1974 aan maligne lymfoom, iets waar hij al drie jaar lang mee te kampen had.

## In populaire cultuur
De Amerikaanse acteur Robert Downey jr. portretteerde Lewis Strauss in Christopher Nolans film Oppenheimer uit 2023.